# ديبرا أرمسترونغ
ديبرا أرمسترونغ (بالإنجليزية: Debra Armstrong)‏ هي عداءة سريعة أمريكية، ولدت في 9 نوفمبر 1954 في تايلور في الولايات المتحدة.

## وصلات خارجية
- ديبرا أرمسترونغ على موقع الاتحاد الدولي لألعاب القوى (الإنجليزية)
- ديبرا أرمسترونغ على موقع أوليمبيديا (الإنجليزية)